# Casa Agustí Anglora
La casa Agustí Anglora és un edifici situat al carrer de Roger de Llúria de Barcelona, catalogat com a bé cultural d'interès local.

## Història
Va ser projectat el 1904 pel mestre d'obres Isidre Reventós i Amiguet per a Agustí Anglora i Aguilera. El 1906, un cop acabat, s'hi va instal·lar una farmàcia.

## Descripció
Consta de planta baixa, pis principal i tres pisos més.
Als baixos, articulats per tres obertures, hi ha la porta principal i un local comercial. Cada obertura està inserida en un arc carpanell acompanyat de relleus vegetals a la part baixa de l'intradós, tocant amb el sòcol de pedra que recorre la façana. La part superior de l'arc també està embellida amb relleus de temàtica floral, amb els més destacats i de majors dimensions ubicats damunt de la porta central, que no és la d'accés a l'immoble, sinó que correspon a un comerç. El motiu deu ser afegir més ornamentació als baixos de la tribuna central, que és correguda i recorre tota la superfície de l'edifici, esdevenint el seu element més característic. Aquesta, de forma hexagonal, està realitzada amb pedra i repetint els mateixos assumptes de flors i fulles vists fins ara. Es tanca amb una sèrie de plafons de vidre emplomat que segueixen el repertori floral comú al Modernisme, ostentant riques tonalitats de color. A l'extrem inferior de cada finestra vidriada se situa una petita barana de ferro forjat. Una particularitat d'aquesta tribuna és el seu tancament, en forma de cúpula.
Cada pis presenta tres obertures, inclosa la central, que es recull en la tribuna. Els balcons prenen la forma d'arc rebaixat amb un relleu de flors a la seva clau i dues fulles situades als punts d'arrencada. La llosana dels balcons està envoltada per una treballada barana de ferro forjat, mentre que a la seva part inferior s'hi situa una mènsula que la sustenta, també amb elements naturals, que només és present del primer pis en amunt (donat que al dessota de les llosanes del principal ja hi ha relleus). En aquest cas, no s'aprecia una disminució de la decoració amb l'alçada, una característica comuna a altres immobles de concepció similar. El parament de la façana és d'imitació de carreus encoixinats. El cos acaba amb un coronament sustentat per permòdols i amb forma de capcer semicircular, el qual no presenta ornamentació central perquè la cúpula de la tribuna el tapa parcialment. En canvi, sí que hi ha relleus florals als extrems del capcer. L'espai resultant entre el capcer i la resta del coronament està tancat amb una senzilla barana de ferro, conformant l'espai del terrat.
Cal destacar la decoració interior del vestíbul, que és molt acolorida i presenta un seguit de flors i plantes de formes sinuoses, tot continuant amb l'estètica de l'edifici. Uns arrambadors de ceràmica amb rajoles romboïdals en tons verdosos ressegueixen la part baixa dels murs, mentre que els extrems superiors estan recorreguts per dos frisos consecutius de flors grogues realitzades en guix. La porta del passadís és de fusta amb vitralls, que ostenten un delicat treball emplomat en tonalitats verdes, blaves i vermelles. Les finestres que donen al pati interior estan embellides mitjançant esgrafiats florals de color verd.